# Franz Binder (Journalist)
Franz Binder (* 7. November 1828 in Erlingen, heute Ortsteil des Marktes Meitingen; † 5. September 1914 in München) war ein deutscher Journalist, Publizist und Historiker.

## Leben
Franz Binder widmete sich dem Studium der Theologie an der Universität Tübingen, bevor er sich im Jahre 1848 dem Studium der Geschichte, Literatur- und Kunstwissenschaften an der Universität München zuwandte, das er mit der Promotion zum Dr. phil. abschloss.
Franz Binder erhielt in der Folge eine Stelle als Hauslehrer bei der Familie Leo von Klenzes, 1857 engagierte Edmund Jörg ihn in die Redaktion der „Historisch-politischen Blätter für das katholische Deutschland“, deren Leitung er gemeinsam mit diesem bis 1901 innehielt. Seit 1903 war er mit Georg Jochner Mitherausgeber der Zeitschrift. Sein publizistisches und literarisches Werk umfasst im Besonderen Erzählungen sowie biographische Arbeiten.

## Publikationen (Auswahl)
- Feldmarschall Pappenheim "der Schrammhanns". Ein Lebensbild aus dem Dreissigjährigen Krieg für alt und jung dargestellt. F. Hurter, Schaffhausen 1856
- Charitas Pirkheimer, Aebtissin von St. Clara zu Nürnberg (= Sammlung historischer Bildnisse, 2. Serie, 2).  Herder, Freiburg im Breisgau 1873
- (Hrsg.): Joseph von Görres' Briefe. 2 Bände. In Commission der literarisch-artistischen Anstalt, München, 1874
- Erinnerungen an Emilie Binder : 1797-1867 : zum Säculargedächtniß ihrer Geburt. Lentner, München 1897
- Luise Hensel. Ein Lebensbild nach gedruckten und ungedruckten Quellen. Herder, Freiburg im Breisgau 1885 (1904).